# 존 S. 데이비스
존 S. 데이비스(John S. Davies, 1953년 6월 29일 ~ )는 미국의 배우이다.
레겐스부르크에서 태어났다.

## 출연 작품
- 라스트 턴 (2008년)
- 루피언 (2007년)
- 댄싱 인 트와이라잇 (2005년)
- 알라모 (2004년)
- 디텐션 (1998년)
- 위장 살인 (1995년) - 에드 잭슨 역
- 프랭키 스타라이트 (1995년)
- 위대한 승리 (1995년)
- 시한폭탄 같은 남자 (1994년)
- 위트니스(영어판) (1994년)
- 하트랜드의 연쇄 살인 (1993년)
- 헥시나 (1993년)
- 시티 레인져 (1993년)
- 욕망의 대가 (1992, Bed of Lies)
- JFK (1991년)
- 인질 (1988년)
- 캡틴 파워 (1987년)
- 로보캅 (1987년)
- 복수의 여인 (1986년)
- 긴 이별 (1973년)
- 더 맨 후 원티드 투 리브 포에버 (1970년)

### 텔레비전
- 프리즌 브레이크 (2007)